# The Perfect Candidate
The Perfect Candidate (bra: A Candidata Perfeita) é um filme dramático da Arábia Saudita de 2019 dirigido por Haifaa al-Mansour. Foi selecionado para concorrer ao Leão de Ouro no 76º Festival Internacional de Cinema de Veneza.  Também foi selecionado pela Arábia Saudita para concorrer na categoria de Melhor Longa-Metragem Internacional no 92º Oscar, mas não foi indicado. Foi lançado no Brasil em 26 de agosto de 2021 pela Imovision.

## Premissa
A candidatura de uma jovem médica saudita a um cargo nas eleições municipais obriga a sua família e a comunidade a aceitar a primeira candidata mulher da sua cidade.

## Elenco
- Mila Al Zahrani como Maryam
- Nora Al Awadh como Sara
- Dae Al Hilali como Selma

## Recepção
No agregador de resenhas Rotten Tomatoes, o filme detém uma taxa de aprovação de 93% com base em 41 resenhas, com uma classificação média de 7,13 / 10. O consenso dos críticos do site diz: "Um filme com mensagem admirável pela sua sutileza e também pela sua execução, The Perfect Candidate enfrenta a opressão e defende fortemente a mudança."  No Metacritic, o filme tem uma pontuação média ponderada de 71 em 100, com base em 10 críticos, indicando "críticas geralmente favoráveis".
Escrevendo para o The Hollywood Reporter, Deborah Young chamou o filme de "uma história feminista simplista com uma heroína irresistível" e disse: "The Perfect Candidate dá uma visão sincera da sociedade da Arábia Saudita que despertará a curiosidade do público ocidental".